# Ian Hetherington
Ian Hetherington   (28 de juny de 1952 - 14 de desembre de 2021) fou un home de negocis britànic i cofundador de Psygnosis, una empresa desenvolupadora de videojocs. Juntament amb Jonathan Ellis, Hetherington va fundar Psygnosis de les cendres d la difunta empresa de videojocs Imagine Software on Hetherington era directortor financer. Amb seu a Liverpool, l'equip dePsygnosis fou responsable editorial de videojocs com Shadow of the Beast, Wipeout, i Lemmings.
Psygnosis fou més tard adquirida per Sony el 1993 per treballar en la consola PlayStation. El nom Psygnosis finalment desaparegué, i l'empresa va passar a anomenar-se Studio Liverpool. Actualment s'han desenvolupat moltes seqüeles dels videojocs de Psygnosis, incloent-hi una versió de Wipeout per PSP anomenada Wipeout Pure.
Hetherington fou també president d'Evolution Stidios i de Realtime Worlds. A més, comptava amb un Ferrari amb el qual assistia a esdeveniments com a hobby.
Morí el 14 de desembre de 2021. El cofundador de Psygnosis Jonathan Ellis va retre tribut a Ian Hetherington als mitjans de comunicació socials.